# Chrysops callidus
Chrysops callidus är en tvåvingeart som beskrevs av Osten Sacken 1875. Chrysops callidus ingår i släktet Chrysops och familjen bromsar. Inga underarter finns listade i Catalogue of Life.

## Bildgalleri

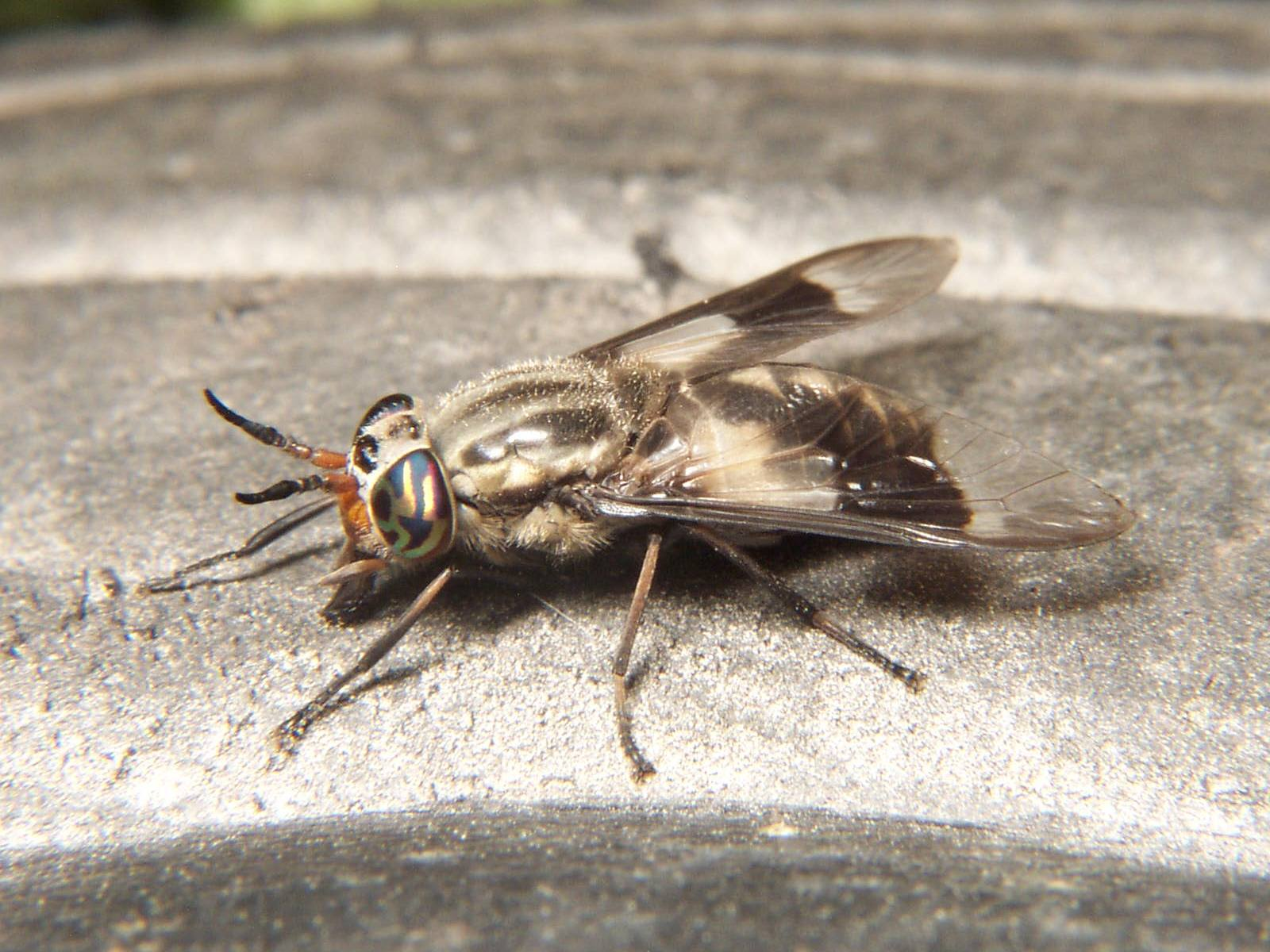